# Bugeman
Bugeman is een bestuurslaag in het regentschap Situbondo van de provincie Oost-Java, Indonesië. Bugeman telt 3494 inwoners (volkstelling 2010).